# Restrepia dodsonii
Restrepia dodsonii är en orkidéart som beskrevs av Carlyle August Luer. Restrepia dodsonii ingår i släktet Restrepia och familjen orkidéer. Inga underarter finns listade i Catalogue of Life.